# White River (Dakota Południowa)
White River – miasto w Stanach Zjednoczonych, w stanie Dakota Południowa, siedziba administracyjna hrabstwa Mellette.